# Die Nachtigall und die Rose
Die Nachtigall und die Rose (englisch The Nightingale and the Rose) ist ein Kunstmärchen von Oscar Wilde. Es erschien 1888 in der Prosasammlung Der glückliche Prinz und andere Märchen. Von diesen ist es eins der bekannteren, es gibt mehrere Adaptionen für Ballett und Oper.

## Inhalt
Ein junger Student will mit der Tochter eines Professors auf einem Ball tanzen. Sie willigt aber nur ein, wenn er ihr eine rote Rose mitbringt. Der Student ist unglücklich, da er keine Rose im Garten hat, denn er liebt die Tochter des Professors.
Eine Nachtigall hat Mitleid mit ihm und ist beeindruckt von seiner tiefen Liebe, also begibt sie sich auf die Suche nach einer roten Rose. Sie bittet verschiedene Rosensträucher, ihr eine Rose zu überlassen, aber keiner von ihnen ist rot. Als sie den roten Rosenstrauch nach einer Rose fragt, erklärt er, der Winter sei zu hart gewesen, und er habe nicht in Blüte gestanden. Er könne aber mit Hilfe des Herzbluts der Nachtigall eine Blüte hervorbringen und rot färben. Die Nachtigall ist dazu bereit, da sie dem Studenten unbedingt helfen will.
Nachts unterzieht sie sich der schrecklichen Prüfung: sie sticht sich einen Dorn des Rosenstrauchs so tief in die Brust, dass er ihr Herz durchbohrt, und singt die ganze Nacht für den Strauch – als die rote Rose am Ende der Nacht erblüht, stirbt sie. Der Student entdeckt am nächsten Morgen die Rose und bringt sie überglücklich sofort der Professorstochter. Diese aber weist ihn ab, weil der Neffe des Kammerherren ihr Schmuck versprochen hat. Enttäuscht wirft der Student die Rose fort und zieht sich in seine Studien zurück.

## Bearbeitungen fürs Musiktheater
- Renzo Rinaldo Bossi (1883–1965): Rosa rossa (L’Usinguolo e la rosa; op. 18; 1910). Poemetto lirico (Oper) in einem Akt. Libretto: Renzo Bossi. UA 1938 Turin
- Henry Hadley (1871–1937): The Nightingale and the Rose (op. 54; 1911). Kantate für Sopran, Frauenchor (SSAA) und Orchester. Libretto: E. W. Grant. UA 1911 New York
- Hooper Brewster-Jones (1887–1949): The Nightingale and the Rose (1927). Oper (nur Orchestersuite erhalten)
- Harold Fraser-Simson (1872–1944): The Nightingale and the Rose (1927). Ballett.
- Jānis Kalniņš (1904–2000): The Nightingale and the Rose (1938). Ballett.
- Margaret Garwood: The Nightingale and the Rose (1973). Oper.
- Friedrich Voss (* 1930): Die Nachtigall und die Rose (1961). Ballett. UA 1962 Oberhausen
- Jonathan Rutherford: The Nightingale and the Rose. Oper (1966).[1]
- Roger Hannay: The Nightingale and the Rose (1986). Multi-Media-Stück.
- Elena Firsova: The Nightingale and the Rose (op. 46; 1990/91). Kammeroper[2]. Libretto: Elena Firsova (unter Verwendung von Gedichten von Christina Rossetti)
- Jan Müller-Wieland: Die Nachtigall und die Rose (1996). Kammeroper in einem Akt. UA 1996 Darmstadt
- Bruce Sled (* 1975): The Nightingale and the Rose (1998). Oper. UA 6. November 1998 Vancouver (Chan Center for the Performing Arts; Irene Kurka [Nightingale], UBC Opera Ensemble; Dirigent: Richard Epp; Regie: Nancy Hermiston)
- Wendelin Bitzan: Die Nachtigall und die Rose. Ein Märchen in Tönen in zwei Bildern (2004) für vier Gesangssolisten, Erzähler und Klavier, Libretto von Dirk Schmeding, UA: 2006 in Bückeburg
- Michael Starke: Die Nachtigall und die Rose, Kammeroper in 4 Szenen (2005–2006/2008), UA: 2010 in Bayreuth

## Hörbuch
- Die Nachtigall und die Rose, gelesen von Anna R. von Rosenstolz, Verlag: der sprachraum

## Sonstiges
- Chris de Burgh verwendete den Stoff für den Song The Nightingale in seinem Album Moonfleet & Other Stories.[3]
- In dem 2011 erschienenen Album Sturm aufs Paradies von Saltatio Mortis, einer Mittelalter-/Folk-Rock-Band, gibt es ein Lied namens Nachtigall und Rose, das die Geschichte nacherzählt.